# Jan Bedřich Novák
Jan Bedřich Novák, celým jménem Jan Nepomuk Bedřich Bohumil Novák  (27. listopadu 1872, Orlík nad Vltavou – 29. října 1933, Praha) byl český archivář a historik.

## Život a činnost
Narodil se do rodiny schwarzenberského vychovatele Jana Bohumila Nováka na Orlíku.
Studoval historii u Jaroslava Golla, Antonína Rezka, Josefa Kalouska a Josefa Emlera, poté ve Vídni na Ústavu pro rakouský dějezpyt, v roce 1897 promován doktorem (PhDr.).
Po studiích nastoupil jako praktikant do univerzitní knihovny v Praze, v roce 1899 nastoupil jako adjunkt do českého zemského archivu, kde se roku 1916 stal ředitelem (zde působil až do roku 1933, kdy odešel na odpočinek a téhož roku zemřel).
Po vzniku Československa usiloval o zřízení centrálního archivu s působností pro celý stát a zasloužil se o výstavbu nové budovy zemského archivu (1933). Podílel se na vzniku Státní archivní školy, kde působil v letech 1920–1927. Po roce 1921 s italským literárním historikem Bindo Chiurlem vydával italský časopis Rivista italiana di Praga.
V jeho díle hrála velkou úlohu edice historických pramenů. V roce 1907 připravil díl Monumenta Vaticana res gestas Bohemicas illustrantia věnovaný době Inocence VI. (1352–1362). Věnoval se i období panování Rudolfa II., celoživotní prací byla příprava edice Sněmy české.
Jeho synem byl Mirko Novák (1901–1980), český marxistický filozof a estetik, profesor Karlovy univerzity.

## Spisy (výběr)
- K nové literatuře a nově nalezeným pramenům o Václavu II. Praha: nákl. vlast., 1906. 57 s. cnb000695659.
- Formulář biskupa Tobiáše z Bechyně: (1279-1296). Praha: Nákladem České akademie cisaře Františka Josefa pro vědy, slovesnost a umění, 1903. 248 s. cnb000569104.
- Polní maršál Karel kníže ze Schwarzenberka: historický portrét podle rodinné korrespondence. V Praze: Jan Bedřich Novák, 1913. 81 s. cnb000695662.
- Rudolf II. a jeho pád. Praha: Český zemský výbor, 1935. 552 s. cnb000707594.